# Relations entre l'Autriche et la Colombie
Les relations entre l'Autriche et la Colombie font référence aux relations bilatérales entre la république d'Autriche et la république de Colombie.

## Histoire
Les premières relations entre la Colombie et la Monarchie austro-hongroise  ont eu lieu en 1870.
En 1920, l'Autriche et la Colombie ont établi des relations diplomatiques. En 2012, l'Autriche a fermé son ambassade à Bogota, mais l'ambassade a été rouverte en 2016. La Colombie a une ambassade à Vienne.
Les deux nations sont membres de l'OCDE et des Nations Unies.